# リーゼ・クラヴネス
リーゼ・クラヴネス（Lise Klaveness, 1981年4月19日 - ）は、ノルウェーの弁護士、元サッカー選手。2002年から2011まで、ノルウェー女子代表として73試合に出場した。2022年3月よりノルウェーサッカー協会の会長を務める。

## 経歴

### クラブ
ILサンドヴィケン、アルナ・ビョルナール、アテネ・モス、アスケー・フォトバルを経て、2006-2007シーズンはスウェーデンのウメオIKに在籍。2007シーズンは副キャプテンを務めた。ウメオ所属時の後期、休暇で西アフリカを訪れた際には、重篤な食中毒により42度の高熱を出した。クラヴネスの言葉を借りれば「大鎌を持った男（つまり死神）に会った」のである。
2008年、ノルウェーに戻り、再びアスケーでプレイすると同時にクラブのフィジカルトレーナーも務め、さらには弁護士の資格まで取得し、オスロの法律事務所でフルタイムで働き始めた。
同年末にアスケーは破産し、クラヴネスを含むトップチームの選手の大部分は、近隣のスポーツクラブであるスターベクIFに移り、女子チームスターベクFKを設立した。それにより、スターベクはノルウェーで初めてエリテセリエンとトップセリエンという男女の最上位リーグに加盟するチームを持つクラブとなった。2011年に国際舞台からは退いたが、翌シーズンも引き続きスターベクでプレイする契約を交わしていた。しかし熱意を失ったのか、2012年3月、選手として完全に引退することを発表した。

### 代表
アメリカで開催された2003 FIFA女子ワールドカップやイングランドで開催されたUEFA欧州女子選手権2005（女子ユーロ）にノルウェー女子代表として出場。
中国で開催された2007 FIFA女子ワールドカップにも出場し4位となったが、同年末に51試合6ゴールという記録を残し、一度ノルウェー代表を引退。中国大会から長旅を終え帰国した直後、空港ラウンジで監督のビャルヌ・ベルントセンから「もはや必要ない」と言われたクラヴネスの去就は物議を醸し、自身やチームメイトたちにショックを与え、動揺させた。2009年、監督がベルントセンからエリ・ランセムに代わると、クラヴネスは再び代表に召集された。
同年10月、2011 FIFA女子ワールドカップの予選で代表に復帰。最終的には、ノルウェー女子代表としてさらに22試合に出場した。

## 引退後
雇用関連法の専門家として、サッカークラブとその従業員の間の争いに関わることもある。また、ノルウェーのスポーツ関係者の労働組合であるノルウェー選手協会（NISO）の運営委員も務めていた。
弁護士としてのキャリアに加え、オスロ裁判所の副裁判官も務め、テレビのサッカー解説者としても活動した。2014年、NRKの放送でワールドカップ（男子）のコメンテーターを務めたが、後にインターネット上の荒らしによる性差別的な批判にさらされたこともある。
2018年、ノルウェーサッカー協会のエリート担当ディレクターに就任。2022年3月7日には、協会の会長に選出された。組織の120年の歴史において、初の女性リーダーとなったのである。また、幼少期に所属していたIdrettslaget Kvernbitの代表にも就任した。
2022年3月、ドーハで開かれたFIFAの会合において「カタールの移住労働者を助けるため、ワールドカップでLGBTQ+のサポーターを守るため、サッカーを世界中のあらゆる人々に歓迎されるものにするため、国際サッカー界はさらに務めるべき」とスピーチを行った。この直後、フリット・オードはこのスピーチを称え、名誉賞を授与すると発表した。
9月、マティアス・ノルマンがロシアのディナモ・モスクワに加入したことを受け、ノルウェー代表監督のストーレ・ソルバッケンは次の代表活動においてノルマンをチームから除外した。クラヴネスはサッカー協会会長として「代表選手のクラブ選択について何か言うのは協会の役割ではないが」と前置きした上で「ノルマンがロシアの新しいクラブでプレーすることになれば、ノルウェーを代表することはできない」として、この決定を支持した。